# Actinostola groenlandica
Actinostola groenlandica is een zeeanemonensoort uit de familie Actinostolidae.
Actinostola groenlandica is voor het eerst wetenschappelijk beschreven door Carlgren in 1899.